# VMware vSphere
VMware vSphere est une suite logiciel d'infrastructure de Cloud computing de l'éditeur VMware, c'est un hyperviseur de type 1 (Bare Metal), basé sur l’architecture VMware ESXi.
VMware vSphere nécessite une configuration matérielle restreinte précisée dans le guide de compatibilité VMware.
La gestion de ce serveur hôte peut se faire via plusieurs possibilités : par le navigateur Web avec une connexion directe, par une console cliente avec une connexion directe ou par un outil de gestion centralisée nommé VMware vCenter Server qui permet d'administrer l'ensemble des machines virtuelles, des hôtes physiques, de leurs ressources et des options de l'environnement (High Availability, vMotion, Storage vMotion, Distributed Resource Scheduler, Fault Tolerance…) depuis une seule console.

## Histoire
Alors que VMware Infrastructure 3.5 est en développement, vSphere était conçu comme une suite d'outils de l'informatique en nuage en utilisant VMware ESX/ESXi 4.
La suite d'outils cloud computing est sortie (Spin-off) comme VMware Infrastructure 4 (VI 4) mais distinct de VMware Infrastructure 3.5 (VI 3.5) qui était alors prêt à être publié (30 mars 2009).
Le 21 avril 2009, VMware annonce finalement vSphere 4 au lieu de VI 4 et est publié le 21 mai 2009.
Le 19 novembre 2009, VMware publie une mise à jour Update 1 pour vSphere 4 qui comprend entre autres le support pour Windows 7 et pour Windows Server 2008 R2.
Les ventes de VMware vSphere 4.1 sont lancées en août 2010 ; cette version inclut une mise à jour de vCenter Configuration Manager ainsi que de vCenter Application Discovery Manager, et permet à la fonction vMotion de déplacer plus d'une machine virtuelle à la fois d'un serveur hôte à un autre.
Le 10 février 2011, VMware a publié la mise à jour Update 1 pour vSphere 4.1 qui ajoute le support de Red Hat Enterprise Linux (RHEL) 6, RHEL 5.6, SUSE Linux Enterprise Server (SLES) 11 SP1, Ubuntu 10.10, et Solaris 10 Update 9.
Le 12 juillet 2011, VMware a publié la version 5 de VMware vSphere.
Le 27 août 2012, VMware a publié sa dernière version de la suite : VMware vSphere 5.1. Cette mise à jour englobe également VMware vSphere Storage Appliance, vSphere Data Protection, vSphere Replication et vShield Endpoint.
Le 22 septembre 2013, VMware a publié la version 5.5 de VMware vSphere.
Le 3 février 2015, c'est la version 6.0 qui a été présentée au public.
Le 18 octobre 2016, VMware annonce vSphere 6.5 qui met l'accent sur la sécurité et une expérience simplifiée.
La version stable 6.7 de VMware vSphere et ESXi est annoncée le 17 avril 2018 et est sortie le 30 avril 2018.
VMware vSphere 7.0 est annoncée le 10 mars 2020, et publiée le 2 avril 2020.

## Éditions
VMware vSphere, sous la version 5.x, comprend trois éditions payantes : la Standard, l'Entreprise et l'Entreprise Plus dont les fonctionnalités sont croissantes. Il existe aussi une édition gratuite sous le nom de VMware vSphere Hypervisor, sa licence ne permet d’utiliser que la fonctionnalité d’hyperviseur de vSphere (c'est-à-dire qu'il ne peut pas être intégré dans la gestion centralisée de VMware vCenter Server ni utiliser toutes les fonctions rattachées ; toutefois il peut très simplement être mis à niveau vers les offres plus avancées de VMware vSphere).